# Недезаргова геометрия
Недезаргова геометрия — проективная геометрия плоскости, в которой теорема Дезарга может не иметь места. 
В этом случае проективная плоскость называется недезарговой (проективной) плоскостью.

## Примеры
- плоскость Кэли — проективная плоскость над алгеброй Кэли {\displaystyle \mathbb {O} }.

## Выводимость из аксиом
Теорема Дезарга не может быть доказана в плоскости на основе лишь проективных аксиом плоскости без привлечения аксиом конгруэнтности или без привлечения пространственных аксиом. 
Например, в геометрии плоскости, построенной на основе всех плоскостных системы аксиом Гильберта, за исключением аксиомы конгруэнтности треугольников, теорема Дезарга не может быть получена как их следствие. 
Геометрия этой плоскости является недезарговой, она не может рассматриваться как часть пространственной геометрии, в которой
выполняются все аксиомы системы Гильберта, кроме указанной аксиомы конгруэнтности. 
Другими словами недезаргова проективная плоскость не вкладывается в проективные пространства высших размерностей.
Возможность построения недезарговой геометрии плоскости позволяет выяснить независимость различных групп аксиом системы Гильберта, а также выяснить роль теоремы Дезарга как независимой дополнительной аксиомы плоской проективной геометрии.